# Osmia azteca
Osmia azteca är en biart som beskrevs av Cresson 1878. Osmia azteca ingår i släktet murarbin, och familjen buksamlarbin. Inga underarter finns listade i Catalogue of Life.